# Русилово (Быковское сельское поселение)
Русилово — деревня в Кимрском районе Тверской области, входит в состав Быковского сельского поселения.

## География
Деревня расположена в 7 км на юг от центра поселения деревни Радомино и в 60 км на северо-запад от города Кимры.

## История

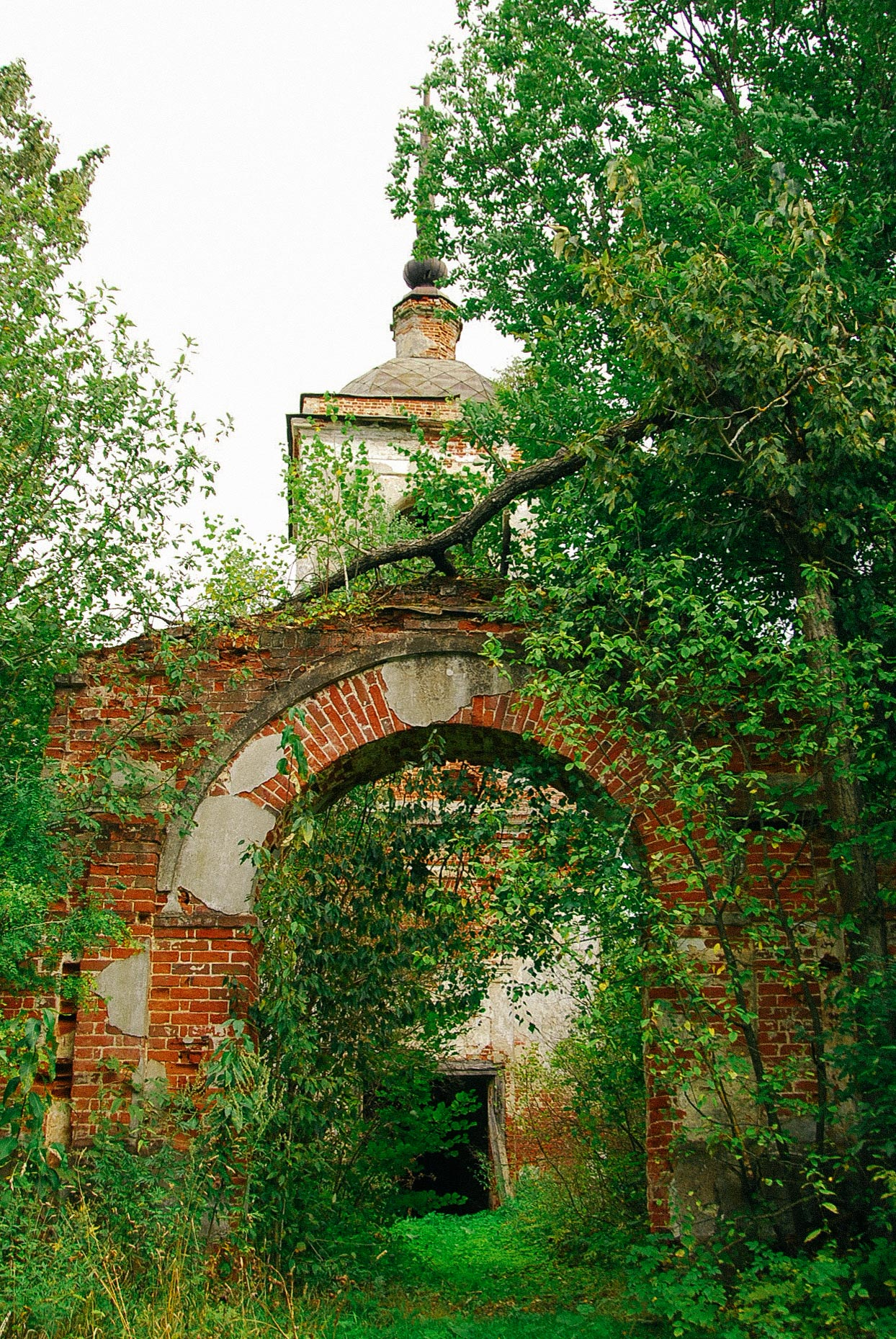
Церковь Казанской иконы Божией Матери. 2018 год

В 1789 году на погосте Никольское была построена каменная Казанская церковь с 3 престолами, метрические книги с 1780 года. 
В конце XIX — начале XX века Никольское (Русилово) входило в состав Горицкой волости Корчевского уезда Тверской губернии. 
С 1929 года деревня являлась центром Русиловского сельсовета Горицкого района Кимрского округа Московской области, с 1935 года — в составе Калининской области, с 1963 года — в составе Кимрского района, с 1994 года — в составе Быковского сельского округа, с 2005 года — в составе Быковского сельского поселения.

## Население
| 1859 | 2002 | 2010 |
| ---- | ---- | ---- |
| 21   | ↘0   | →0   |

## Достопримечательности
В деревне расположена недействующая Церковь Казанской иконы Божией Матери (1789).